# San Millán de los Caballeros
San Millán de los Caballeros es un municipio y villa española de la provincia de León, en la comunidad autónoma de Castilla y León. Cuenta con una población de 191 habitantes (INE 2024).
Tiene una casa de la cultura, un polideportivo, con un parque y una cancha de voleyball y otra de fútbol sala y baloncesto. Sus fiestas son: San Blas el 3 de febrero y San Isidro el 15 de mayo, también está Santo Millán el día 11 de noviembre.

## Geografía
Integrado en la comarca de Vega de Toral, se sitúa a 37 kilómetros de la capital leonesa. El término municipal está atravesado por la Autovía Ruta de la Plata (A-66) y por la carretera nacional N-630, entre los pK 180 y 182, además de por la carretera autonómica CL-621, que conecta con Villamañán y Valencia de Don Juan, y por carreteras locales que permiten la comunicación con Pobladura de Pelayo García y Villademor de la Vega.
El relieve del municipio está definido por la vega del río Esla al este, con numerosos canales para el regadío, y las primeras estribaciones del páramo leonés al oeste. La altitud oscila entre los 797 metros al suroeste (cerro Pajuelo) y los 740 metros al este. El pueblo se alza a 751 metros sobre el nivel del mar.
| Noroeste: Villamañán              | Norte: Villamañán          | Noreste: Valencia de Don Juan |
| Oeste: Pobladura de Pelayo García |                            | Este: Valencia de Don Juan    |
| Suroeste Laguna de Negrillos      | Sur: Villademor de la Vega | Sureste: Valencia de Don Juan |

## Demografía
Cuenta con una población de 191 habitantes (INE 2024).
| Gráfica de evolución demográfica de San Millán de los Caballeros entre 1857 y 2021 |
| |
| Población de derecho según los censos de población del INE. Población de hecho según los censos de población del INE. En 1857 aparece este municipio porque se segrega de Toral de los Guzmanes. |